# في إف دبليو-فوكر 614
في إف دبليو-فوكر 614 (بالإنجليزية: VFW-Fokker 614)، أيضا: (في إف دبليو 614) (بالإنجليزية: VFW 614)، طائرة ركاب نفاثة بمحركين، صممت وصنعت في ألمانيا الغربية. تم إنتاجها في أعداد صغيرة من قبل في إف دبليو-فوكر (VFW-Fokker) في أوائل إلى منتصف عقد 1970. كان من المفترض أن تحل محل طائرة دي سي-3. وكانت لها ميزة فريدة من نوعها، حيث وضعت محركاتها على أعمدة فوق الأجنحة.

## التصميم والتطوير

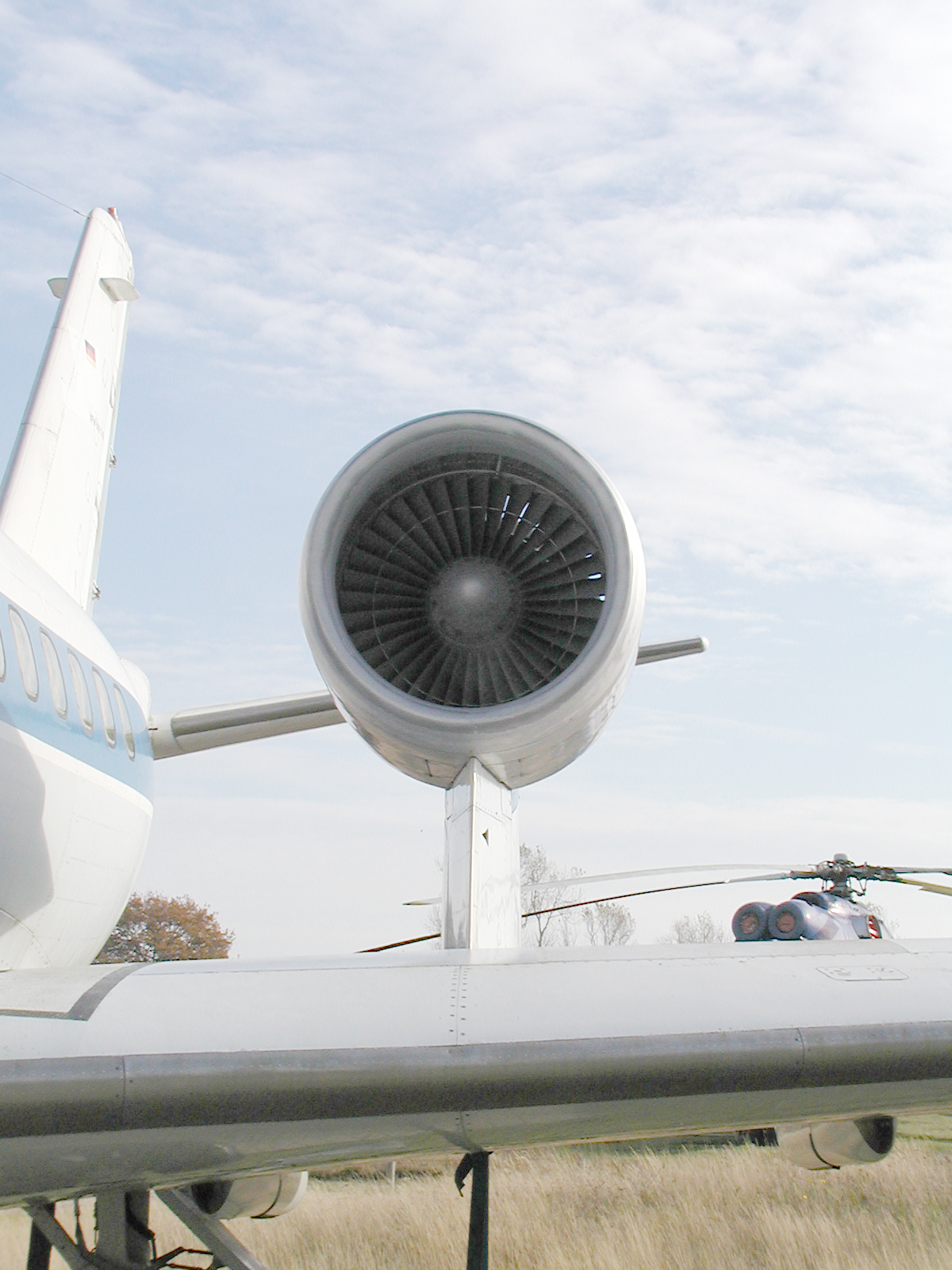
محركات رولز رويس، على محمل مثبت فوق جناح طائرة "في إف دبليو - فوكر 614"

## المشغلين
الدنمارك
- Cimber Air استلمت طائرتين.

 فرنسا
- Air Alsace اشترت ثلاث طائرات.

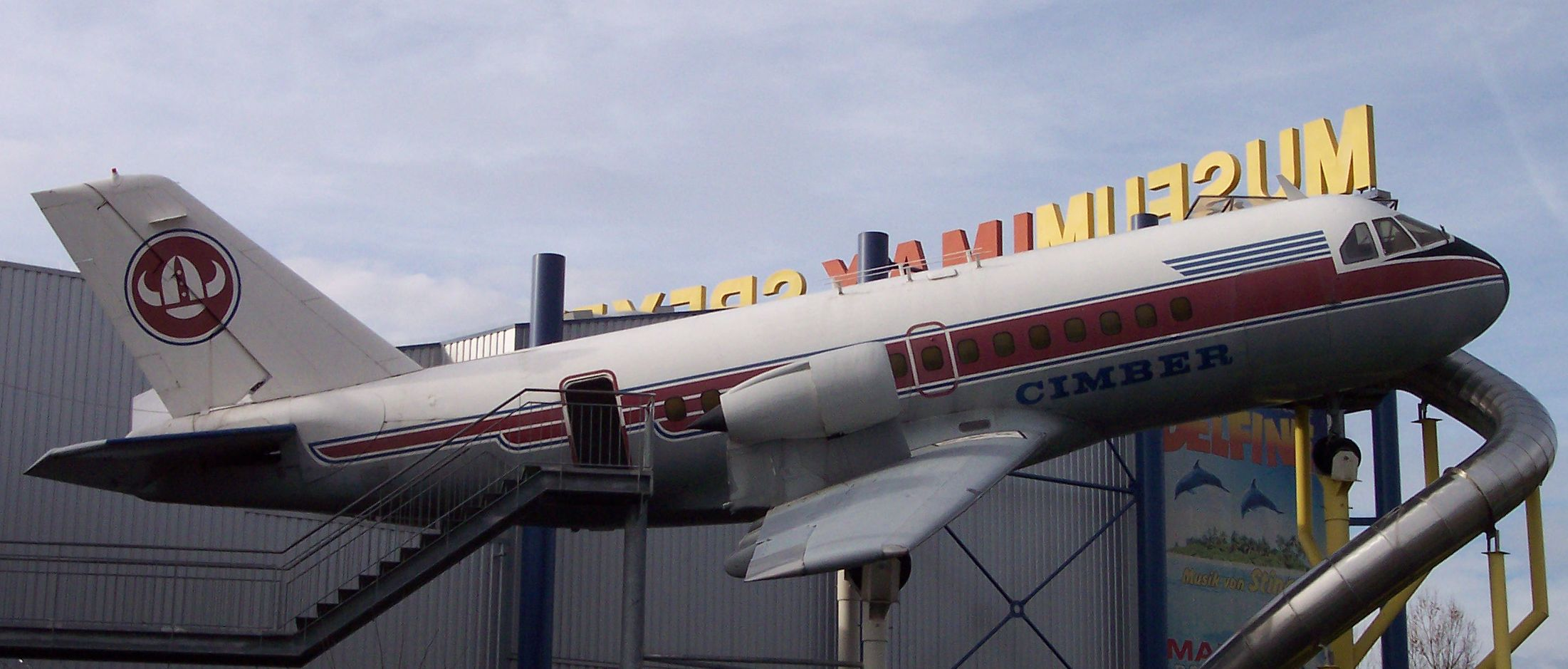
في إف دبليو 614 Cimber Air

- Touraine Air Transport كان المشغل الرئيسي مع ثماني طائرات.

 ألمانيا الغربية
- سلاح الجو الألماني (لوفتڤافه) استلمت ثلاث طائرات.

## مواصفات (VFW 614)

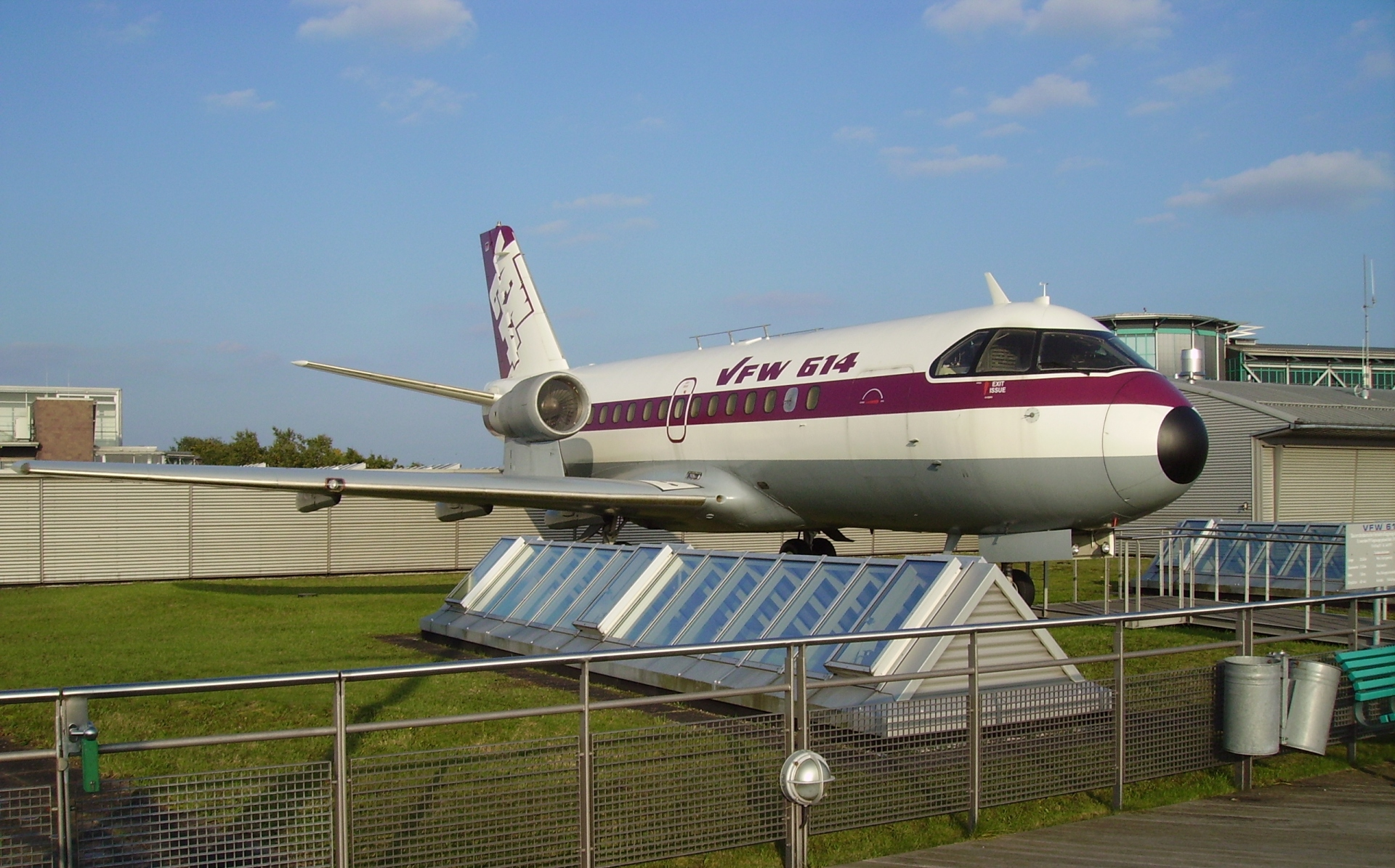
في إف دبليو 614

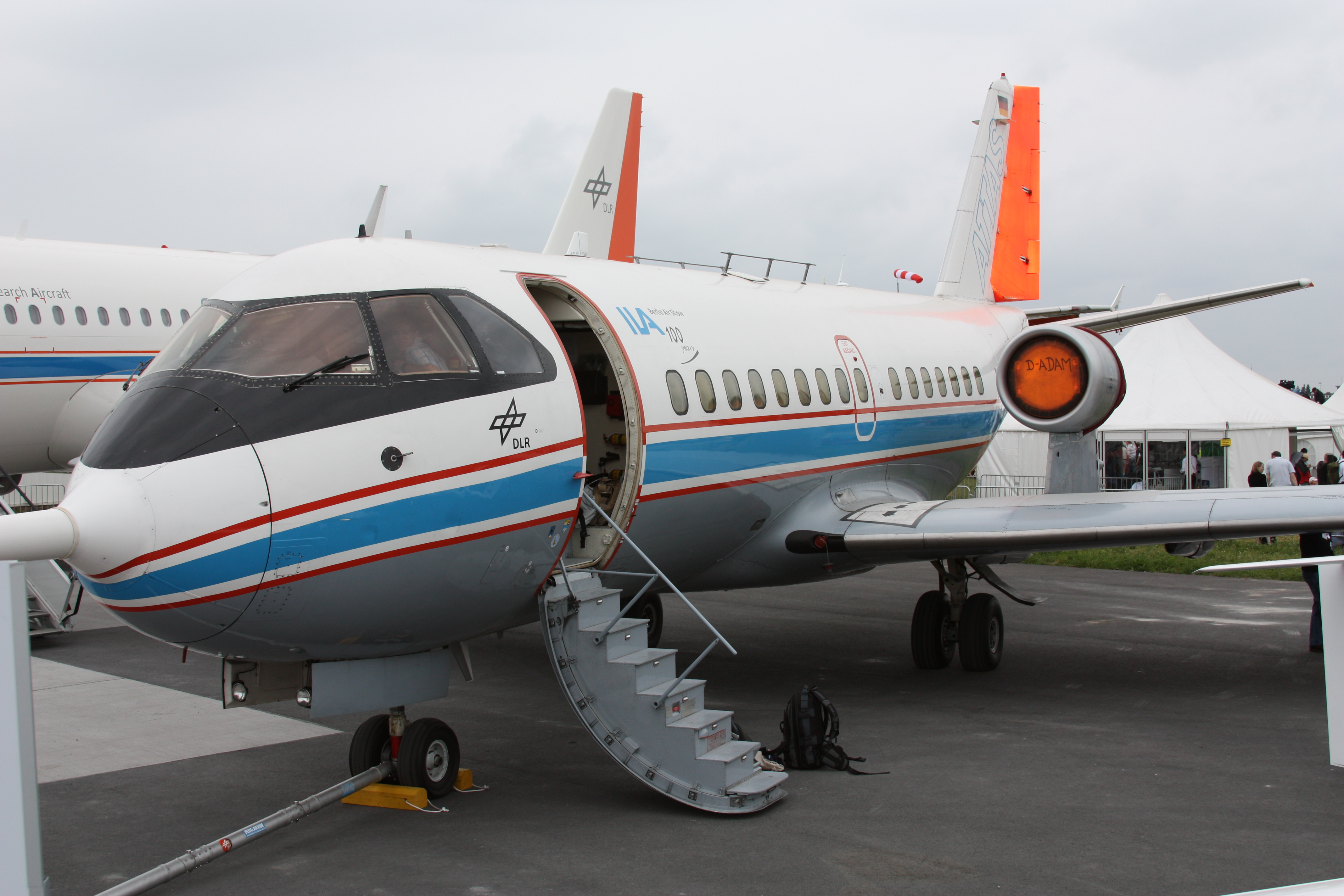
مركز الطيران والفضاء الألماني (DLR), ATTAS

البيانات من The Observer's Book of Aircraft, 1976.
الخصائص العامة
- الطاقم: إثنان
- السعة: 40-44 راكبا في كل صف 4 مقاعد
- الطول: 20.60 متر (67 قدم 7 بوصة)
- باع الجناح: 21.50 متر (70 قدم 6.5 بوصة)
- الارتفاع: 7.82 متر (25 قدم 8 بوصة)
- مساحة الجناح : 64.0 متر² (689 قدم²)
- الوزن فارغة: 12,179 كغ (26,850 رطل)
- وزن الإقلاع الأقصى: 19,958 كغ (44,000 رطل)
- محرك الطائرة: 2 × رولز رويس القابضة/سنيكما M45H Mk. 501 محرك عنفي مروحي, 33.2kN (7,473 lbf) الواحد

الأداء
- السرعة القصوى: 704 كم / ساعة (380 knots, 437 ميلا في الساعة)
- سرعة العبور: كم / ساعة (ميلا في الساعة)
- مدى (طائرة): 1,195 كم (645 nm, 743 ميل) مع 40 راكب
- سقف الخدمة: 7,620 متر (25,000 قدم)
- معدل الصعود: 945 متر / دقيقة (3,100 قدم / دقيقة)